# KR모터스
KR모터스(KR Motors)는 LVMC홀딩스 자회사로 1978년 6월에 설립된 효성기계공업을 모체로 하는 모터사이클 제조 회사이다.

## 역사
- 1978년 효성그룹의 창업주인 故조홍제가 효성기계공업을 설립했다.
- 1979년 일본 스즈키사와 기술제휴를 하여, "효성스즈끼"라는 브랜드명으로 모터사이클을 생산하기 시작하였다.
- 1986년 기술연구소가 설립되었다.
- 1987년 순수 독자 개발품을 양산하였다.
- 1995년 국내 최초로 125cc급 모터사이클 DOHC 엔진을 개발하였다.
- 1996년 대전피혁공업(1917년 설립)에 합병되었다.
- 1997년 피혁사업부를 폐쇄하였으며 본사를 창원시로 이전하였다.
- 2003년 효성그룹으로부터 분리되었다.
- 2004년 국내 최초로 650cc급 모터사이클 엔진을 개발하였다.
- 2005년 한솜모터스(주)를 흡수합병하였다.
- 2007년 S&T그룹(현 SNT그룹)에 인수되어 S&T모터스로 상호를 변경하였다.
- 2008년 국내 최초로 이륜차의 고배기량 EFI(Electronic Fuel Injection:전자제어 연료 분사장치) 시스템을 개발하였다.
- 2014년 코라오홀딩스(현 LVMC홀딩스)에 인수되어 지금의 KR모터스로 상호를 변경하였다.
- 2024년 채무상환을 위해 272억 규모의 유상증자를 계획하고 있다.[1]
- 2025년 LVMC홀딩스로부터 빌린 돈 약 108억원과 LVMC홀딩스 최대주주인 개인 오세영으로부터 차입한 23억원을 출자전환하는 제3자배정 유상증자하였다.[2]

## 매뉴얼 모터사이클

### 스포츠 바이크
- 코멧
  - 코멧650R
  - 코멧650P
  - 코멧250R
  - 코멧250P
  - 코멧125R
- 엑시브
  - 엑시브250N
  - 엑시브250R

### 크루저
- ST7
- 미라쥬
  - 미라쥬650
  - 미라쥬250
  - 미라쥬125

## 스쿠터
- 캡 시리즈
- MS3
- 토리
- 그랑프리 125 4T

## ATV
- TE50B
- 와우100R
- ALT180
- ALT300
- TE450

## 기타 차종
- KR110
- RX125SM
- RT125D

## 모터사이클 사진

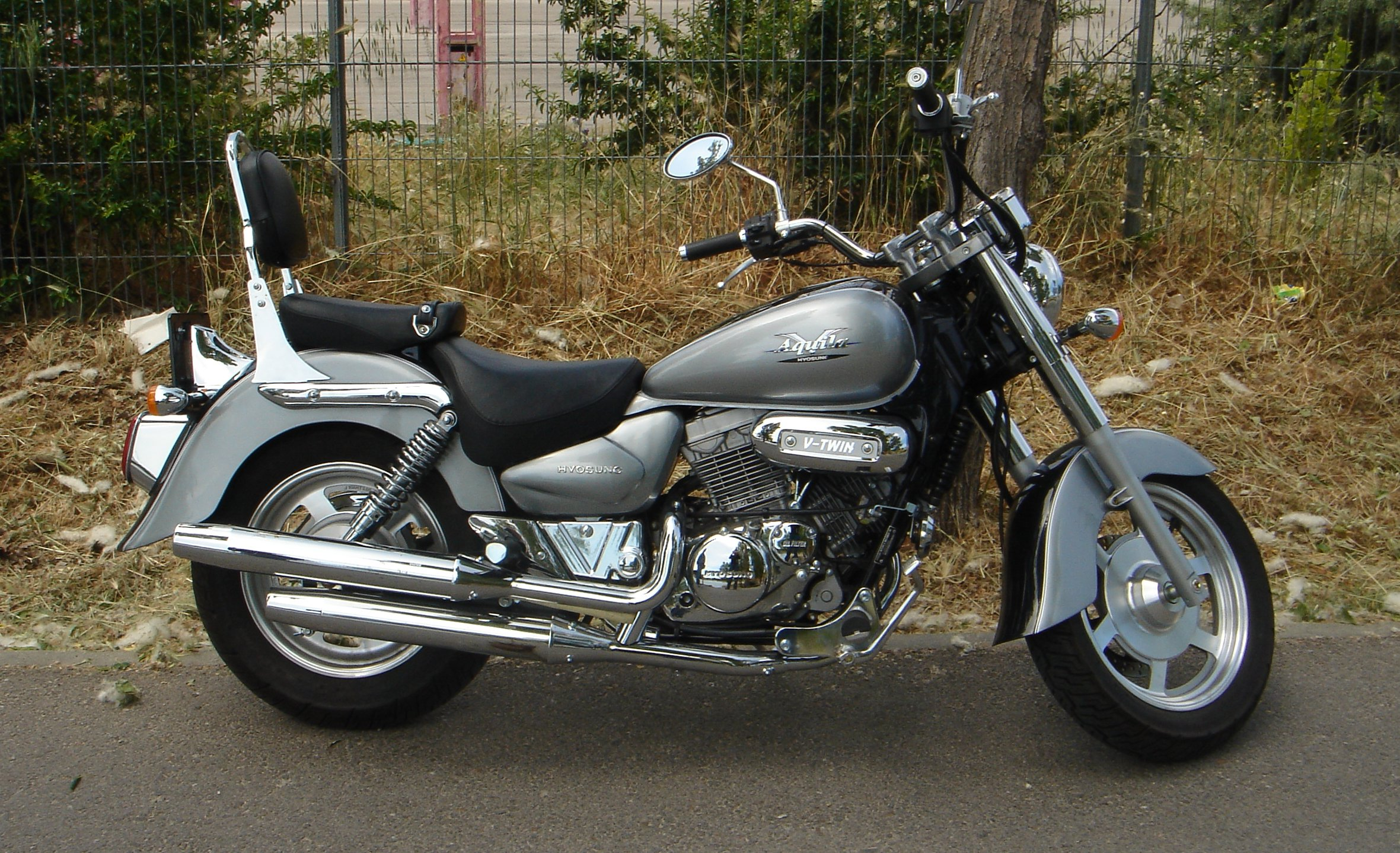
미라쥬250
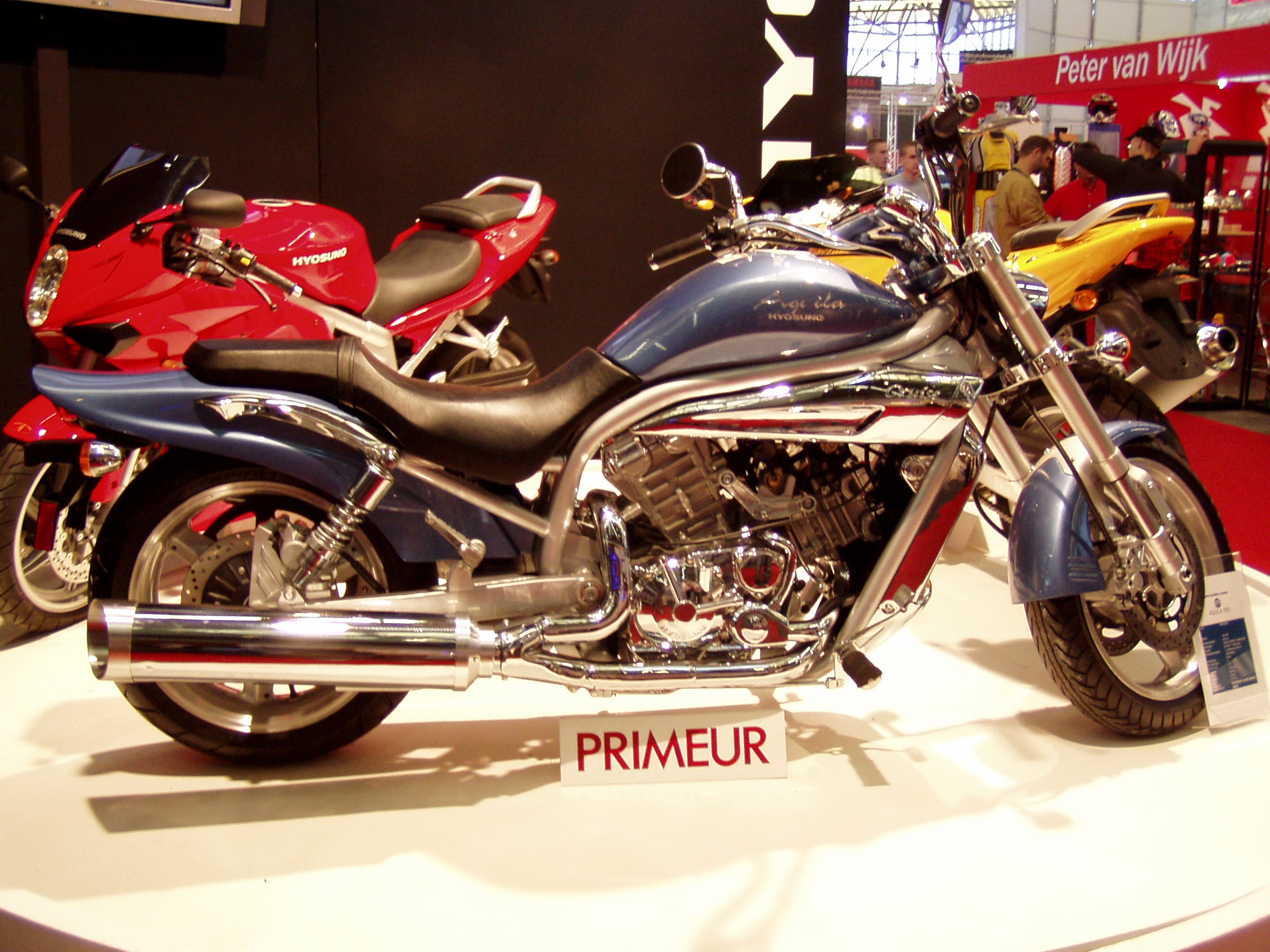
미라쥬650
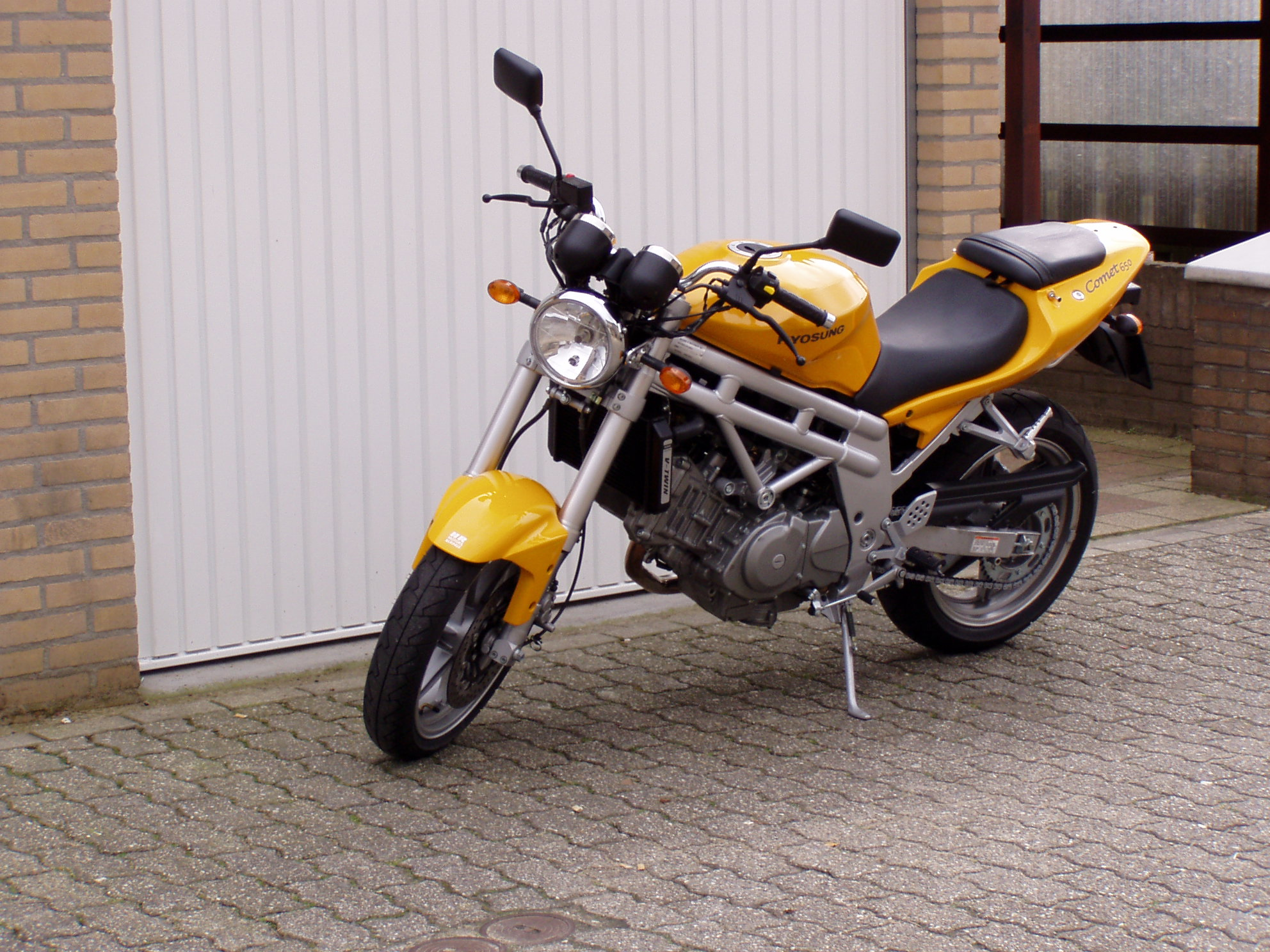
코멧650

## 기타
- 수출 시에는 기존 브랜드명인 효성(Hyosung)이라는 브랜드명을 사용한다.